# Амелія Вюртемберзька
Амелія Вюртемберзька (нім. Amalie von Württemberg), повне ім'я Амелія Тереза Луїза Вільгельміна Філіпіна Вюртемберзька (нім. Amalie Therese Luise Wilhelmine Philippine von Württemberg; 28 червня 1799 — 28 листопада 1848) — донька Людвіга Вюртемберзького та Генрієтти Нассау-Вайлбург, дружина герцога Саксен-Альтенбурзького Йозефа Георга.

## Біографія
Народилась 28 червня 1799 року у Валлісфурті, що зараз знаходиться на території Нижньосілезького воєводства в Польщі. Вона була другою дитиною та другою донькою в родині принца Людвіга Вюртемберзького та його другої дружини Генрієтти Нассау-Вайлбург. Мала рідну старшу сестру Марію Доротею та брата Адама від першого шлюбу батька.
Від 1800 року батько перебував на російській військовій службі і родина часто переїжджала. Невдовзі народились молодші доньки Пауліна Терезія та Єлизавета Александріна й син Александр.
Повернувшись до Вюртембергу, починаючи з 1811 року сім'я проживала у замку Кірхгайм. Матір, що була, водночас, релігійною та дотепною жінкою, мала значний вплив на освіту доньки.
У 17-річному віці Амелію видали в шлюб з 27-річним спадкоємним принцом Саксен-Гільдбургхаузенським Йозефом. Весілля відбулося 24 квітня 1817 року в Кірхгаймі-унтер-Тек. За кілька місяців батька Амалії не стало. Матір подальше життя присвятила благодійності та влаштуванню шлюбів дітей. У шлюбі Амелія народила шестеро доньок.
Фінансове становище країни після вступу до Німецького союзу поступово налагоджувалося. У 1819 році Амалія заснувала у Гільдбургхайзені промислову школу для бідних дітей, а наступного року — жіноче товариство.
У 1826 році Фрідріх Саксен-Гільдбургхаузенський став правителем відновленого Саксен-Альтенбурзького герцогства, і родина переїхала туди. Резиденцією став Альтенбурзький замок. 1834 року Йозеф успадкував герцогство від батька.
1835 року Амалія заснувала в Альтенбурзі заклад з догляду за немовлятами, а за два роки — аналогічний у Калі.
Герцогиню змальовували як енергійну та гордовиту даму, що була не дуже популярною в народі. Її пихатий характер сприяв ескалації конфлікту 1848 року. Тоді на вулицях міста будувались барикади, а Йозеф просив допомоги у Саксонії. Дуже швидко, однак, він відмовився від цього задуму та оголосив загальну амністію й скликання нового ландтагу.
Демократичні зміни протрималися до листопада 1848 року, доки герцог не змінив главу ландтагу на відомого рекреаціонера. У розпал цих подій Амалія Вюртембурзька померла на 50-му році життя. За два дні після цього Йозеф зрікся трону на користь брата Георга і доживав свій вік у замку Фрьоліхе.

## Родина

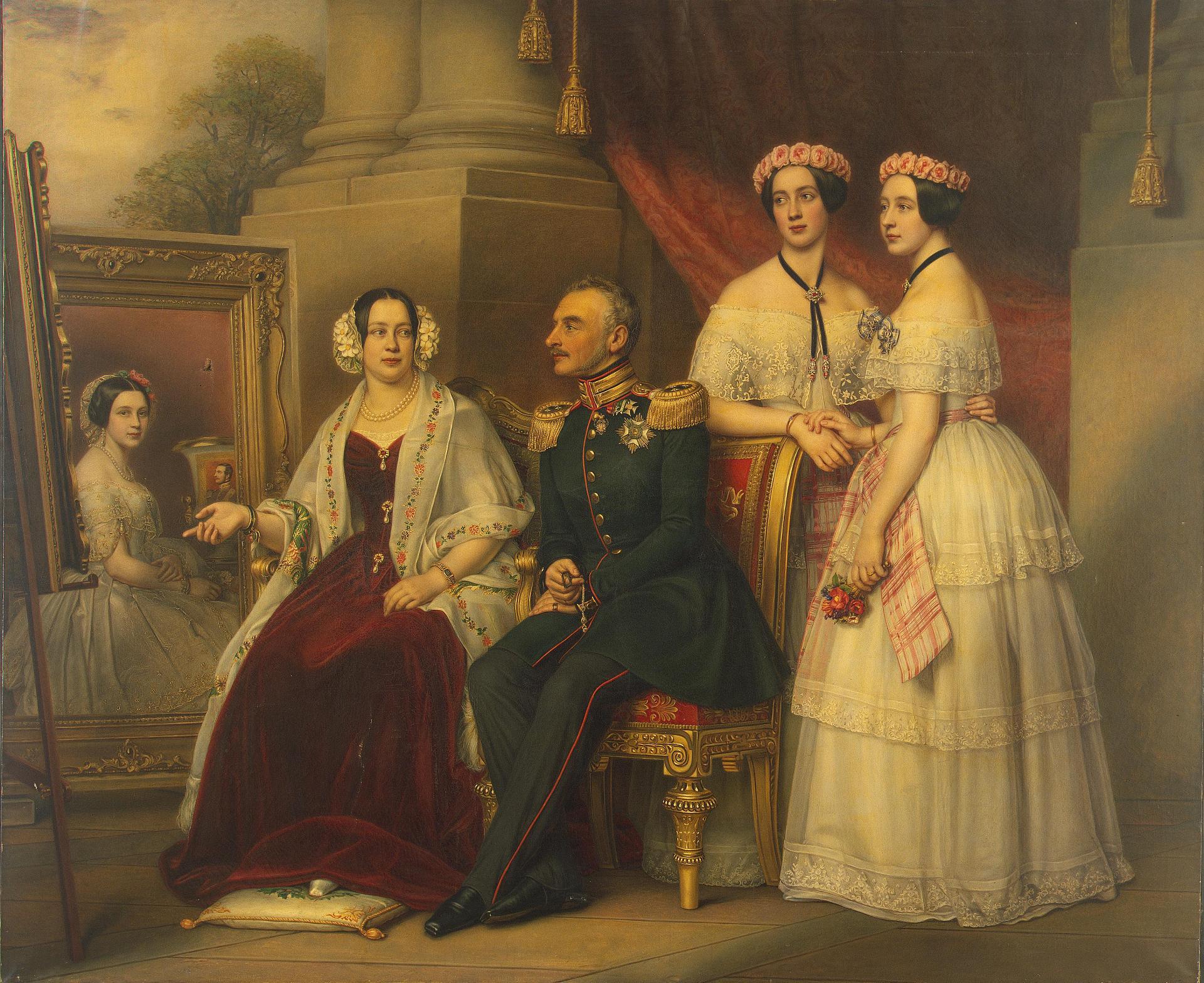
Амелія з чоловіком та доньками

Чоловік — Йозеф Георг, герцог Саксен-Альтенбурзький
- Марія (1818—1907) — дружина короля Ганноверу Георга V, мала трьох дітей;
- Пауліна (1819—1925) — померла в дитячому віці;
- Тереза (1823—1915) — мала багато пропозицій, однак залишилась неодруженою, доглядала батьків;
- Єлизавета (1826—1896) — дружина великого герцога Ольденбурзького Петра II, мала із ним двох синів;
- Александра (1830—1911) — дружина великого князя Російської імперії Костянтина Миколайовича, мала із ним шестеро дітей;
- Луїза (1832—1833) — померла у ранньому віці.